# موزه هنر و طراحی
موزه هنر و طراحی (MAD)، مستقر در منهتن، شهر نیویورک، اشیایی را جمع‌آوری کرده و با توضیح به نمایش می‌گذارد، این موزه نوآوری‌های معاصر و تاریخی را در حوزه‌های صنایع دستی، هنر و طراحی مستند می‌کند. موزه در نمایشگاه‌ها و برنامه‌های آموزشی خود، فرایند خلاقانه‌ای را جشن می‌گیرد که از طریق آن مواد به آثاری تبدیل می‌شوند که زندگی معاصر را تقویت می‌کنند.

## تاریخچه
از سال ۲۰۱۳ تا ۲۰۲۱، موزه هنر و طراحی یازده مدیر، از جمله شش مدیر موقت داشت. این نرخ گردش مالی غیرمعمول در مقایسه با مدیریت موزه‌های دیگر بود. در سپتامبر ۲۰۱۳ دکتر گلن آدامسون به عنوان مدیر جدید موزه Nanette L. Laitman منصوب شد. آدامسون که پیش از این منتقد سرسخت موزه بود، توسط متولیان امر به عنوان یک «انتخاب جسورانه» شناخته می‌شد. آدامسون پس از یک دوره تصدی کمی بیش از دو سال، از این سمت کناره‌گیری کرد. مدیر دائمی بعدی خورخه دانیل ونسیانو بود که در اوت ۲۰۱۶ منصوب شد و تنها پس از پنج ماه استعفا داد. کریس اسکیتز در مارس ۲۰۱۸ به‌عنوان مدیر موزه منصوب شد و در اوت ۲۰۲۰ از سمت خود کنار رفت تیموتی آر راجرز در سال ۲۰۲۱ مدیر MAD شد.